# Kotowo-Plac (gromada)
Kotowo-Plac (początkowo Kotowo Plac, bez łącznika) – dawna gromada, czyli najmniejsza jednostka podziału terytorialnego Polskiej Rzeczypospolitej Ludowej w latach 1954–1972.
Gromady, z gromadzkimi radami narodowymi (GRN) jako organami władzy najniższego stopnia na wsi, funkcjonowały od reformy reorganizującej administrację wiejską przeprowadzonej jesienią 1954 do momentu ich zniesienia z dniem 1 stycznia 1973, tym samym wypierając organizację gminną w latach 1954–1972.
Gromadę Kotowo Plac z siedzibą GRN w Kotowie Placu utworzono – jako jedną z 8759 gromad – w powiecie łomżyńskim w woj. białostockim, na mocy uchwały nr 18/V WRN w Białymstoku z dnia 4 października 1954. W skład jednostki weszły obszary dotychczasowych gromad Kotowo Plac, Kotówek, Kotowo Stare, Boguszki, Jarnuty, Kokoszki i Nieławice ze zniesionej gminy Bożejewo oraz obszary dotychczasowych gromad Grądy Małe i Grądy Wielkie wraz z miejscowością Rostki wieś z dotychczasowej gromady Rostki ze zniesionej gminy Jedwabne w tymże powiecie. Dla gromady ustalono 13 członków gromadzkiej rady narodowej.
31 grudnia 1959 z gromady Kotowo-Plac wyłączono wsie Kokoszki i Nieławice włączając je do gromady Bożejewo Stare oraz wsie Boguszki i Jarnuty włączając je do gromady Wizna, po czym gromadę Kotowo-Plac zniesiono włączając jej (pozostały) obszar do nowo utworzonej gromady Jedwabne.